# Sand-Segge
Die Sand-Segge (Carex arenaria) ist eine Pflanzenart aus der Gattung der Seggen (Carex) innerhalb der Familie der Sauergrasgewächse (Cyperaceae). Wie das Artepitheton (lat. arena = Sand) schon verrät, gedeiht sie vor allem auf Küsten- und Binnendünen in Europa.

## Beschreibung

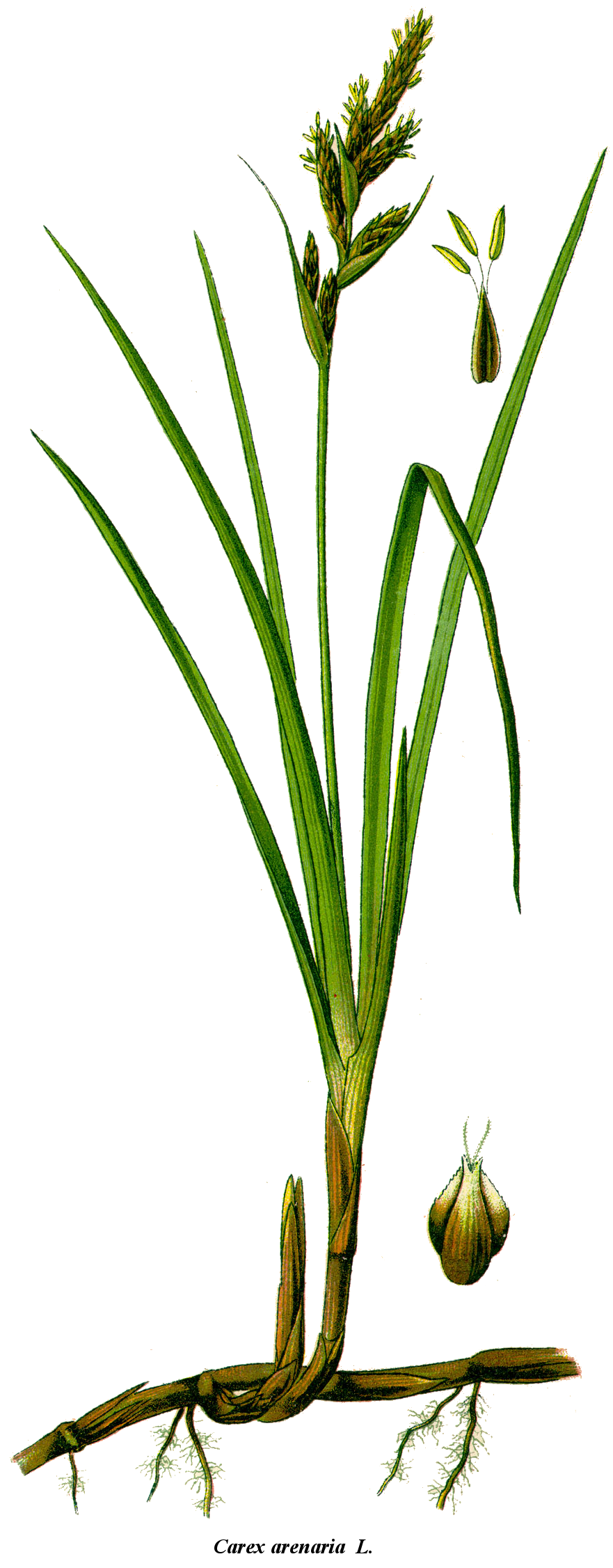
Illustration

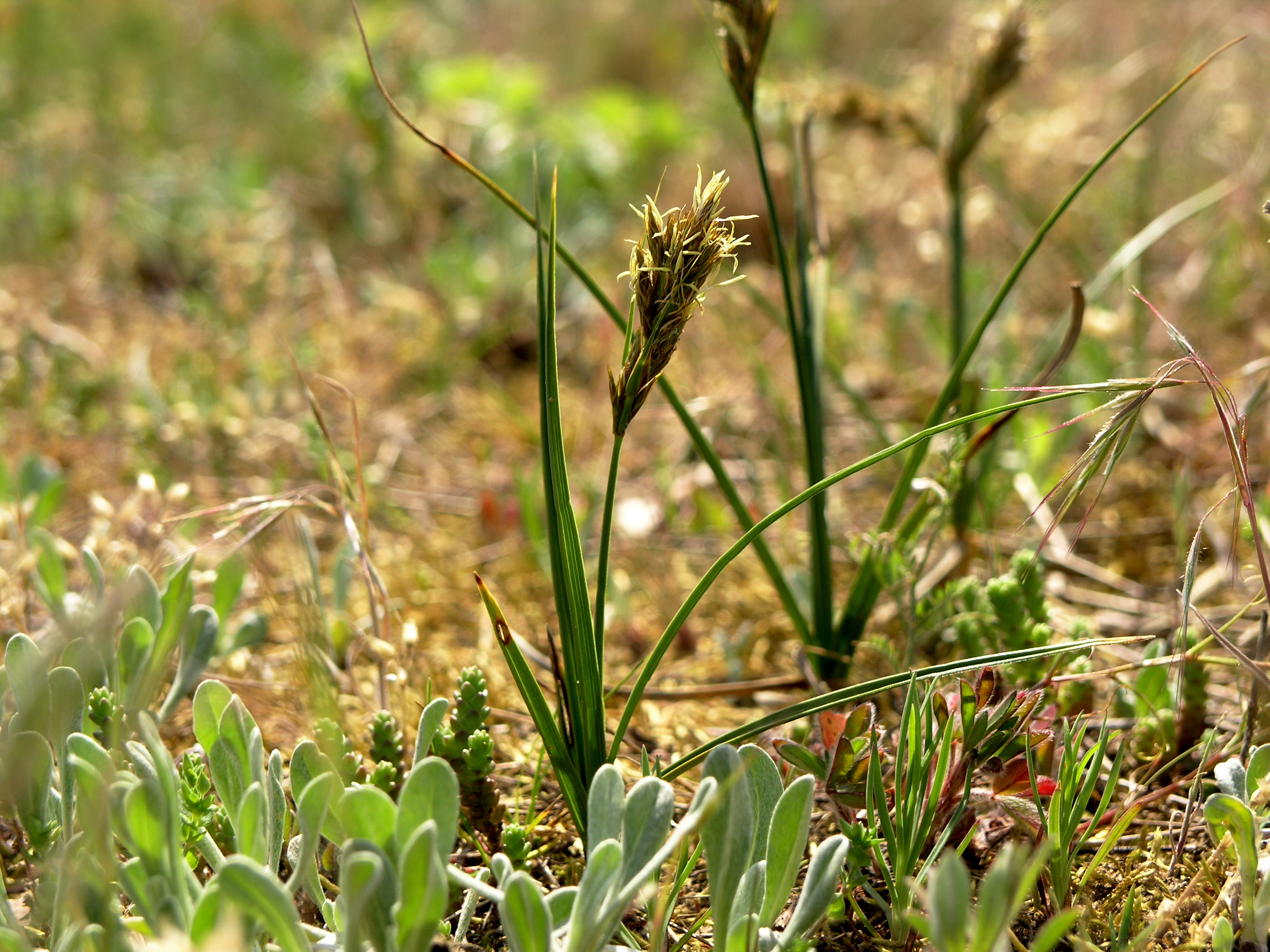
Sandsegge blühend

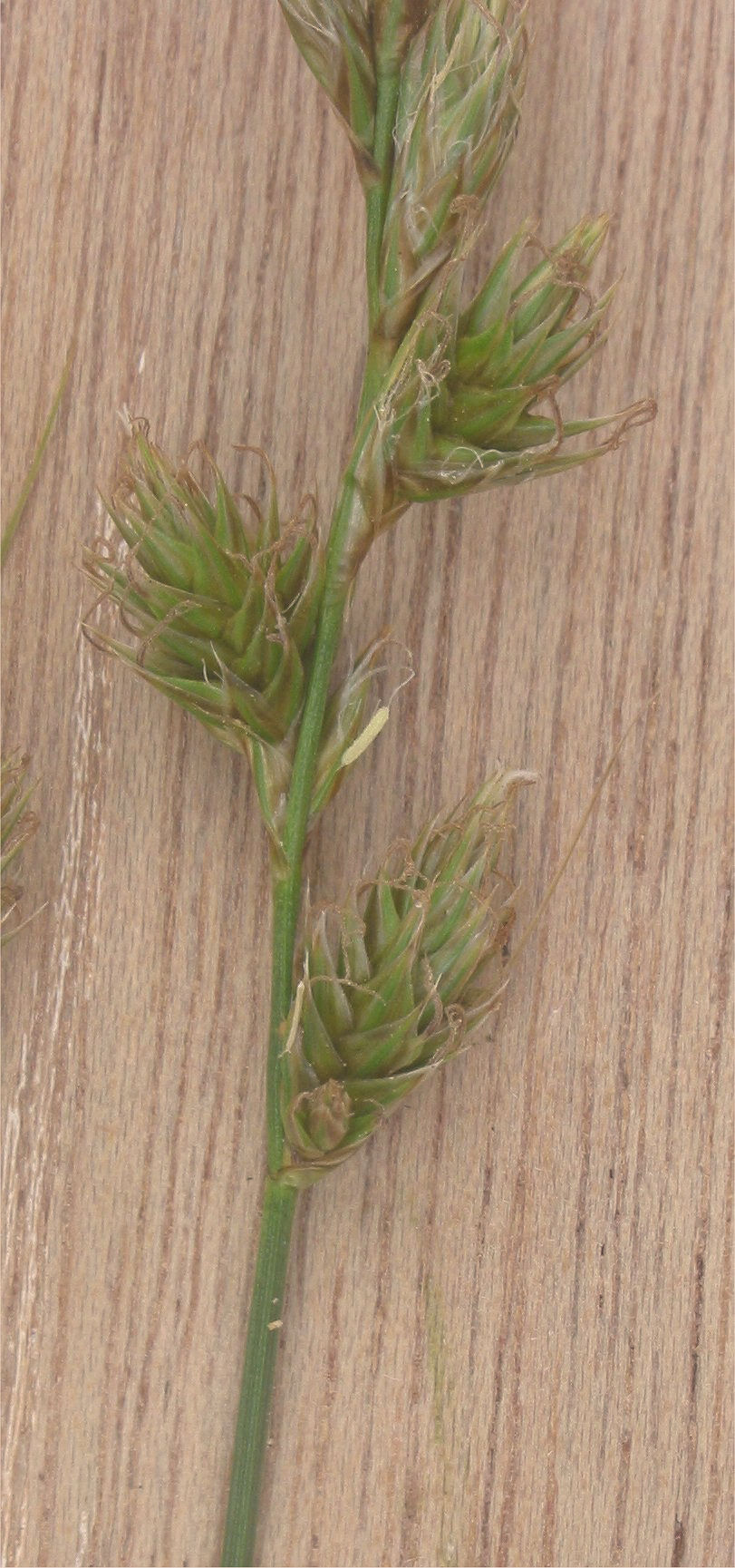
Teil der Fruchtstands

### Vegetative Merkmale
Die Sand-Segge ist eine immergrüne, ausdauernde krautige Pflanze und erreicht Wuchshöhen von 15 bis 30 Zentimetern. Im Schatten wachsende Pflanzenexemplare können zuweilen 1 Meter hoch sein. Die Sand-Segge bildet lange, meterweit meist schnurgeradeaus kriechende Ausläufer. Mit Hilfe ihres Rhizoms kann sie 0,5 bis 4 Meter weit wandern; die älteren Rhizomabschnitte sterben dabei ab. Die im Durchmesser 2 bis 3 Millimeter messenden Rhizome tragen braune, sich faserig auflösende Niederblätter. Die aufrechten Stängel sind scharf dreikantig und oben rau. Schattenformen wachsen dagegen oft bogig überhängend. Die starren, rinnigen und 2 bis 4 Millimeter breiten Laubblätter sind steif aufrecht. Die Blattscheiden sind braun.

### Generative Merkmale
Die Blütezeit erstreckt sich von Mai bis Juni. Der ährige Blütenstand ist 2 bis 5 Zentimeter lang und enthält 5 bis 15 Ährchen. Die Blüten eingeschlechtig. Die unteren Ährchen tragen weibliche Blüten; die mittleren am Grunde weibliche und an der Spitze männliche Blüten; die oberen Blüten sind rein männlich. Bei Schattenformen sind die unteren Ährchen oft auseinandergezogen, sonst dicht stehend. Die zugespitzten und gelblichen Spelzen sind schmal und eiförmig-lanzettlich. Die männlichen Blüten besitzen drei Staubblätter. Die weiblichen Blüten sind mit einem zweinarbigen Fruchtknoten ausgestattet. Die plankonvexen und an den Rändern breit geflügelten Fruchtschläuche (Utriculi) sind bei einer Länge von 4 bis 5 Millimetern sowie einer Breite von 1,8 bis 2 Millimetern etwas länger als die Spelzen. Sie sind zweizähnig geschnäbelt. Reife Ähren werden braun.
Die Chromosomenzahl beträgt 2n = 58, 64.

## Ökologie

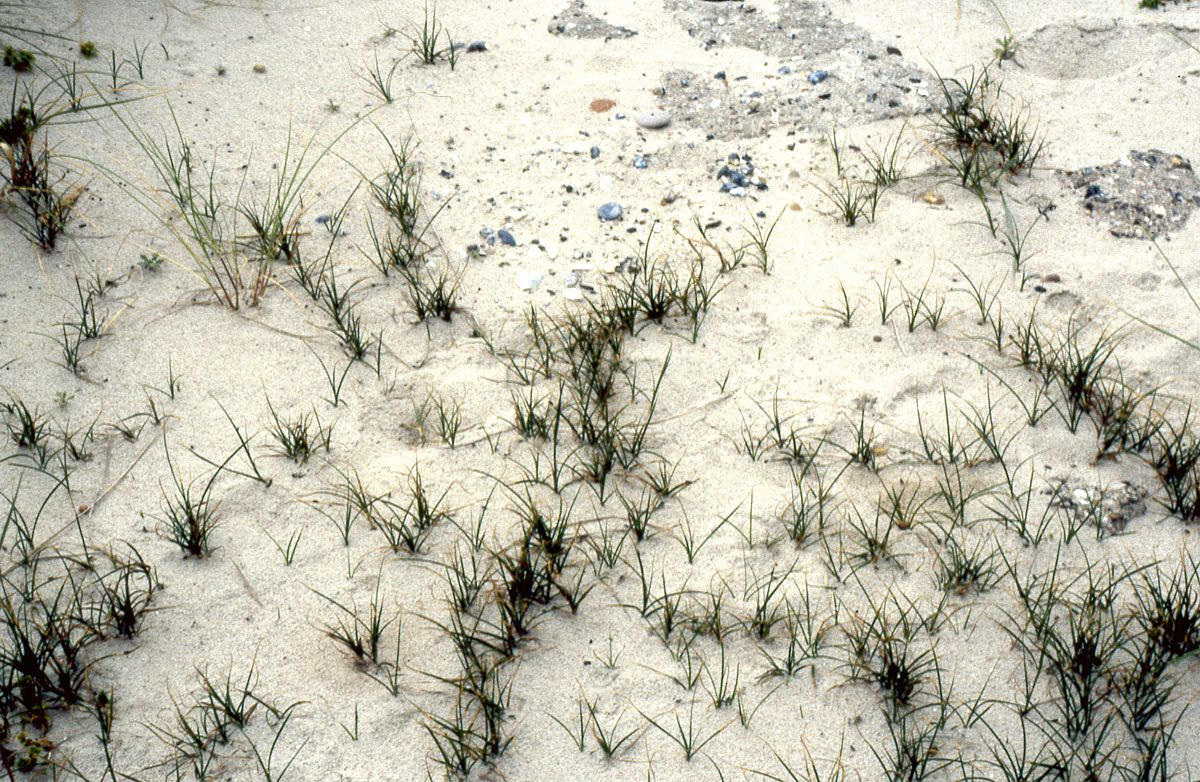
Ausläufer

Die Sand-Segge ist ein Geophyt oder Hemikryptophyt. Ihre unterirdischen Ausläufer sind bis zu 10 Meter lang, nur 2 bis 3 Millimeter dick und scharfspitzig. Von ihnen gehen in regelmäßigen Abständen oberirdische Sprosse mit Adventivwurzeln aus. Die jungen Sprosse bestehen im Wesentlichen aus Büscheln schmal rinniger Blätter. Die oberflächennahen Feinwurzeln ermöglichen eine Wasserversorgung auch an trockenen Standorten. Sie benötigt zur Keimung viel Feuchtigkeit. Erst nach drei Monaten, in denen der Keimling nicht austrocknen darf, ist das Rhizom kräftig genug, um die Pflanze aus dem Boden mit Wasser zu versorgen. Mit Hilfe ihrer tiefgreifenden Haftwurzeln kann sich die Sand-Segge im lockeren, leicht vom Wind verwehten Sand leicht verankern. Wird sie übersandet, bildet sie rasch neue Sprosse. Sie kann die Vegetationslücken in den Dünen auf diese Weise schnell schließen. Außerdem breitet sie sich über Stolonen aus – Ausläufer, die auf einer geraden Linie Pflanzen aus dem Boden wachsen lassen. So kann die Pflanze offene Stellen im Sand quasi wie eine Nähmaschine „zunähen“. Die vegetative Vermehrung durch die Ausläufer herrscht bei der Sand-Segge vor.
Blütenökologisch handelt es sich um vorweibliche, windblütige Art vom „Langstaubfädigen Typ“, die reichlich Pollen produziert. Neben Windbestäubung ist auch Selbstbestäubung erfolgreich. Der Pollen von Carex-Arten duftet und wird wohl deshalb auch von Insekten angenommen, wodurch es auch zur Insektenbestäubung kommen kann.
Die Frucht und Diaspore (Ausbreitungseinheit) der Carex-Arten ist eine vollständig von einem Utriculus eingehüllte kleine Nuss. Dabei können das oft geschnäbelte, zweizähnige Ende des Utriculus zur Klettausbreitung und die zwischen Utriculus und eigentlicher Frucht eingeschlossene Luftblase- namentlich bei allen Nässe liebenden Arten- zur Schwimmausbreitung dienen. Speziell bei der Sand-Segge kommt dazu die Ausbreitung als Regenschwemmling und wegen der im unteren Teil geflügelten Utriculi wohl auch die Ausbreitung als Adhäsionshafter.

## Vorkommen
Die Sand-Segge ist Nord-, West- und Mitteleuropa bis hin nach Russland verbreitet. In Nordamerika ist Carex arenaria ein Neophyt. Sie besiedelt Küstendünen von Portugal bis Südskandinavien sowie Flugsandebenen und -dünen des Binnenlandes. Es gibt Fundortangaben für Portugal, Spanien, Frankreich, das Vereinigte Königreich, Irland, Belgien, die Niederlande, Deutschland, Polen, das Baltikum, Dänemark, Schweden, Norwegen, Finnland, Russland und Kroatien. In Mitteleuropa kommt sie in den Dünen von Nord- und Ostsee sowie in der Geest des Tieflands häufig vor; oft ist sie auch angepflanzt; sonst tritt sie im Binnenland Mitteleuropas nur vereinzelt auf.
Die Sand-Segge ist ein Sandbodenpionierpflanze und festigt durch ihr „Wurzelwerk“ den lockeren Sand der Dünen. Sie bildet mit einem meterweit kriechenden Rhizom („Wurzelstock“), von dem aus alle 5 bis 10 Zentimeter neue Sprosse emporwachsen, fast schnurgerade Reihen und wird daher landläufig als „Soldatensegge“ oder „Nähmaschine Gottes“ bezeichnet. Die Sand-Segge gedeiht am besten auf offenen, trockenen, lockeren, basen- und stickstoffarmen und meist kalkfreien, sauren Sandböden. Sie ist eine Charakterart der Ordnung Corynephoretalia.

## Taxonomie
Die Erstveröffentlichung von Carex arenaria erfolgte 1753 durch Carl von Linné in Species Plantarum, Seite 973. Synonyme für Carex arenaria L. sind: Carex arenaria var. adjuncta Merino, Carex arenaria var. prostrata De Langhe, Carex arenaria var. pseudoarenaria T.Marsson, Carex arenaria var. remota T.Marsson, Carex arenaria var. spiralis Asch. & Graebn., Carex arenaria var. tenuis Asch. & Graebn., Carex intermedia d’Urv. nom. illeg., Carex sabuletorum M.Bieb. ex Boott, Carex schreberi Desv. nom. illeg., Carex witheringii Gray.

## Nutzung
In seltenen Fällen wird die Sand-Segge zur Dünenfestigung eingesetzt.
Das Rhizom der Sand-Segge wurde früher als blutreinigendes, harn- und schweißtreibendes Mittel verwendet.

## Trivialnamen
Für die Sand-Segge bestehen bzw. bestanden, zum Teil auch nur regional, auch die weiteren deutschsprachigen Trivialnamen: Eiserpäther, Eiserpeden, Kalmuspoden, groten Pägen (Altmark), grot Queck (Mecklenburg) und Reiserwurzel (Rendsburger Apotheke).